# Elzemiek Zandee
Elzemiek Zandee (Tiel, 24 juni 2001) is een Nederlands hockeyspeelster. In clubverband is ze actief als middenvelder bij SCHC. Sinds 2022 komt Zandee eveneens uit voor de Nederlandse hockeyploeg.

## Biografie
Zandee werd geboren in Tiel. Sinds 2022 komt ze uit voor SCHC in de Nederlandse hoofdklasse. In haar debuutseizoen maakte ze gelijk een doelpunt dat verkozen werd tot 'mooiste doelpunt van het jaar'. Toen in 2024 Zandee's vader plotseling overleed, werd de topwedstrijd tussen SHCH en HC Den Bosch uitgesteld. Na een absentie van het hockeyveld was Zandee in een wedstrijd tegen THC Hurley weer van de partij.
Zandee maakte onderdeel uit van de selectie van de Nederlandse hockeyploeg -21 die in 2022 op het jeugd EK in Gent, België een bronzen medaille wis te winnen. In 2022 debuteerde Zandee voor de Nederlandse hockeyploeg in een Hockey Pro League 2012/22 wedstrijd. Ze was eveneens van de partij in de Hockey Pro League 2022/23, waar ze met haar land een gouden medaille wist te winnen. In het Nederlands elftal speelde Zandee opeens in de spits nadat ze bij haar club een positiewisseling van het middenveld naar de verdediging had gemaakt. Ze wist tegen Nieuw-Zeeland twee doelpunten te maken. In 2023 stond ze op de reservelijst van de selectie van de Nederlandse hockeyploeg die op het EK 2023 in Mönchengladbach, Duitsland, Europees kampioen wist te worden.

## Internationale erelijst
- Hockey Pro League 2022/23
- EK -21